# Axel Gyldenstjerne
Axel Gyldenstjerne (né vers 1542, décédé le 13 juillet 1603 à Gotland) était un fonctionnaire danois et un gouverneur général de Norvège.

## Jeunesse et carrière
On connait peu de choses sur sa jeunesse. On sait qu'il a voyagé en Allemagne et en France en 1562-1563. Il est connu à partir de la guerre de 7 Ans (1563-1570) lorsqu'il se trouvait à la Cour du roi Frédéric II et pendant la guerre. 
Après celle-ci, il est envoyé en Scanie où il devient juge en 1579. En 1581 il devient membre du Riksråd et en 1585 il est appelé à Copenhague pour diriger les royaumes avec Christoffer Valkendorf en l'absence du roi.

## Gouverneur général de Norvège
À la mort de Frédéric II en 1588 et alors que le nouveau roi, Christian IV n'a que 11 ans, Gyldenstjerne est nommé gouverneur général de Norvège et d'Akershus. Pendant son mandat, il crée les juridictions de première instance dans les campagnes(Sorenskriver). Il augmente également les impôts et le pays devient de plus en plus étroit au nord, la Suède gagnant des territoires. Gyldenstjerne a joué un rôle important en encourageant Peder Claussøn Friis à traduire les sagas royales et à écrire.

## Dernières années
Gyldenstjerne a démissionné de son poste en 1601. Il est parti en Russie accompagner le frère du roi, le prince Hans qui devait épouser la tsareva Xenia Borisovna de Russie. Mais le prince meurt au cours du voyage tandis que Gyldenstjerne meurt au cours du retour.